# Amblyraja jenseni
Amblyraja jenseni és una espècie de peix de la família dels raids i de l'ordre dels raïformes.

## Morfologia
- Els mascles poden assolir 74,3 cm de longitud total i les femelles 85.[1][2]

## Reproducció
És ovípar i les femelles ponen càpsules d'ous, les quals presenten com unes banyes a la closca.

## Alimentació
Menja peixets i crustacis.

## Hàbitat
És un peix marí i d'aigües profundes (67°N-40°N) que viu entre 366-2.295 m de fondària.

## Distribució geogràfica
Es troba a l'oceà Atlàntic occidental (des de Nova Escòcia -el Canadà- fins al sud de Nova Anglaterra -els Estats Units-) i l'Atlàntic oriental (Islàndia).

## Costums
És bentònic.

## Observacions
És inofensiu per als humans.